# Maicol Verzotto
Maicol Verzotto (né le 24 mai 1988 à Bressanone) est un plongeur italien, surtout spécialiste du haut-vol.
Il fait partie, comme Tania Cagnotto du club Bolzano Nuoto, avec laquelle il remporte une médaille de bronze au tremplin 3 m lors des Championnats du monde à Kazan.